# Kim Tae-yeon (cầu thủ bóng đá)
Đây là một tên người Triều Tiên, họ là Kim.
Kim Tae-Yeon (sinh ngày 27 tháng 6 năm 1988 ở Seoul) là một tiền vệ bóng đá người Hàn Quốc thi đấu cho đội bóng Giải bóng đá Ngoại hạng Thái Lan, Pattaya United.

## Thống kê sự nghiệp câu lạc bộ
| Thành tích câu lạc bộ | Thành tích câu lạc bộ | Thành tích câu lạc bộ | Giải vô địch | Giải vô địch | Cúp                   | Cúp                   | Cúp Liên đoàn | Cúp Liên đoàn | Tổng cộng | Tổng cộng |
| Mùa giải              | Câu lạc bộ            | Giải vô địch          | Số trận      | Bàn thắng    | Số trận               | Bàn thắng             | Số trận       | Bàn thắng     | Số trận   | Bàn thắng |
| Nhật Bản              | Nhật Bản              | Nhật Bản              | Giải vô địch | Giải vô địch | Cúp Hoàng đế Nhật Bản | Cúp Hoàng đế Nhật Bản | J. League Cup | J. League Cup | Tổng cộng | Tổng cộng |
| --------------------- | --------------------- | --------------------- | ------------ | ------------ | --------------------- | --------------------- | ------------- | ------------- | --------- | --------- |
| 2006                  | Vissel Kobe           | J. League 2           | 5            | 0            | 1                     | 0                     | -             | -             | 6         | 0         |
| 2007                  | Vissel Kobe           | J. League 1           | 5            | 0            | 0                     | 0                     | 1             | 0             | 6         | 0         |
| 2008                  | Ehime                 | J. League 2           | 27           | 0            | 0                     | 0                     | -             | -             | 27        | 0         |
| 2009                  | Mito HollyHock        | J. League 2           | 47           | 2            | 1                     | 0                     | -             | -             | 48        | 2         |
| 2010                  | Fagiano Okayama       | J. League 2           | 22           | 1            | 1                     | 0                     | -             | -             | 23        | 1         |
| 2011                  | Tokyo Verdy           | J. League 2           | 0            | 0            | 0                     | 0                     | -             | -             | 0         | 0         |
| Hàn Quốc              | Hàn Quốc              | Hàn Quốc              | Giải vô địch | Giải vô địch | Cúp FA                | Cúp FA                | K League Cup  | K League Cup  | Tổng cộng | Tổng cộng |
| 2011                  | Daejeon Citizen       | K League 1            | 11           | 0            | 0                     | 0                     | 0             | 0             | 11        | 0         |
| 2012                  | Daejeon Citizen       | K League 1            |              |              |                       |                       |               |               |           |           |
| Quốc gia              | Nhật Bản              | Nhật Bản              | 106          | 3            | 3                     | 0                     | 1             | 0             | 110       | 3         |
| Quốc gia              | Hàn Quốc              | Hàn Quốc              | 11           | 0            | 0                     | 0                     | 0             | 0             | 11        | 0         |
| Tổng                  | Tổng                  | Tổng                  | 117          | 3            | 3                     | 0                     | 1             | 0             | 121       | 3         |